# Чемпионат СССР по современному пятиборью 1957
V чемпионат СССР по современному пятиборью был проведён в Москве с 1 по 5 сентября 1957 года. Главный судья — судья всесоюзной категории Г. А. Крупкин.
Награды разыгрывались в личном и командном первенстве. Это был последний турнир перед чемпионатом мира 1957 года в Стокгольме  Швеция.
Всего в соревновании приняли участие 51 спортсмен, представлявших 7 команд ведомств и спортивных обществ.
Победу в чемпионате одержал серебряный призёр III Международных дружеских спортивных игр молодёжи московский армеец Борис Пахомов, победивший в двух видах пятиборья стрельбе и плавании. В командных соревнованиях первое место завоевала команда ЦСКА (Вооружённые Силы).

## Победители и призёры
Личное первенство.
| Дисциплина        | Золото                                           | Серебро                                           | Бронза                                        |
| Личное первенство | Борис Пахомов · Москва · Вооружённые Силы · 5087 | Николай Татаринов Ленинград Вооружённые Силы 4953 | Игорь Новиков · Армянская ССР · Динамо · 4820 |

Командное первенство.
| Дисциплина           | Золото                  | Серебро          | Бронза        |
| Командное первенство | Вооружённые Силы 23 269 | Спартак 19 661,5 | Динамо 18 967 |

## Верховая езда
1 сентября 1957 г. Конно-спортивная база (КСБ) «Планерная» МГС ДСО «Спартак».  Московская область,  Химки.
Длина трасса составляла 5 км с 28 препятствиями.
- Конный кросс. Результаты. Личное первенство.

| Место | Спортсмен  | Республика, город | Время   | Очки |
| ----- | ---------- | ----------------- | ------- | ---- |
| 1.    | Е. Эскин   | Вооружённые Силы  | 9.50,0  | 1025 |
| 2.    | Б. Пахомов | Вооружённые Силы  | 10.31,3 | 920  |
| 3.    | А. Тарасов | Динамо            | 10.34,0 | 915  |

## Фехтование
2 сентября 1957 г.
Фехтование из лидеров успешнее других прошли Татаринов (ВС, Ленинград) и Пахомов, он и возглавили турнирную таблицу.
Результаты. Фехтование. Личное первенство.
| Место | Спортсмен                               | Победы | Очки |
| ----- | --------------------------------------- | ------ | ---- |
| 1.    | В. Заика · Москва · Спартак             | 38     | 1027 |
| 2.    | И. Новиков · Армянская ССР · Динамо     | 37     | 1000 |
| 3.    | Д. Мельчаков Ленинград} Буревестник     | 34     | 919  |
| 3.    | Н. Татаринов Ленинград Вооружённые Силы | 34     | 919  |
| 3.    | В. Жданов · Москва · Спартак            | 34     | 919  |

## Стрельба
3 сентября 1957 г.
В скоростной стрельбе из пистолета по появляющейся мишени первое место занял Борис Пахомов. Он показал великолепный результат 197 из 200.
- Стрельба. Результаты. Личное первенство.

| Место | Спортсмен    | Республика, город          | Результат | Очки |
| ----- | ------------ | -------------------------- | --------- | ---- |
| 1.    | Б. Пахомов   | Москва · Вооружённые Силы  | 197       | 1040 |
| 2.    | Х. Сельг     | Эстонская ССР · Калев      | 196       | 1020 |
| 3.    | Н. Татаринов | Ленинград Вооружённые Силы | 193       | 960  |

## Плавание
4 сентября 1957 года.
Четвёртой вид пятиборья прошёл в 50-метровом бассейне «Москва». Плавание на дистанции 300 м выиграл Пахомов. После этого вопрос о чемпионе был практически решён. Борис Пахомов с большим отрывом лидировал в соревновании.
- Результаты. Личное первенство.

| Место | Спортсмен  | Республика спортивное общество    | Результат | Очки |
| ----- | ---------- | --------------------------------- | --------- | ---- |
| 1.    | Б. Пахомов | Москва · Вооружённые Силы         | 3.48,3    | 1055 |
| 2.    | И. Дерюгин | Украинская ССР · Вооружённые Силы | 3.51,7    | 1040 |
| 3.    | И. Новиков | Армянская ССР Ереван · Динамо     | 3.55,9    | 1020 |

## Легкоатлетический кросс
5 сентября 1957 года. Станция «Планерная» (Московская область, Химкинский р-н).
Бег на 4 км проходил по сильно пересечённой местности. Как и ожидалось, Пахомов с хорошим результатом преодолел дистанцию кросса и завоевал звание чемпиона СССР по современному пятиборью.
*Результаты. Кросс. Личное первенство.
| Место | Спортсмен    | Республика спортивное общество | Результат | очки |
| ----- | ------------ | ------------------------------ | --------- | ---- |
| 1.    | В. Алшевский | РСФСР · Вооружённые Силы       | 12.20,0   | 1480 |
| 2.    | И. Новиков   | Армянская ССР · Динамо         | 12.40,0   | 1420 |
| 3.    | Х. Сельг     | Эстонская ССР · Калев          | 12.54,0   | 1378 |

## Итоговые результаты
- Личное первенство.

| Место | Спортсмен         | Спортивное общество       | время/очки  | победы/очки | результат/очки | 300 м время/очки | 4 км время/очки | Сумма |
| ----- | ----------------- | ------------------------- | ----------- | ----------- | -------------- | ---------------- | --------------- | ----- |
| 1.    | Борис Пахомов     | Москва · Советская Армия  | 10.31,0/920 | 28/757      | 197/1040       | 3.48,3/1055      | 13.14,8/1315    | 5087  |
| 2.    | Николай Татаринов | Ленинград Советская Армия | 10.50,0/875 | 34/919      | 193/960        | 4.18,7/905       | 13.22,0/1294    | 4953  |
| 3.    | Новиков Игорь     | Армянская ССР · Динамо    | 12.07,6/540 | 37/1000     | 187/840        | 3.55,9/1020      | 12.40,0/1420    | 4820  |